# Albiasu
Albiasu es una localidad española y un concejo de la Comunidad Foral de Navarra perteneciente al municipio de Larraún. Está situado en la Merindad de Pamplona, en la comarca de Norte de Aralar y a 37 km de la capital de la comunidad, Pamplona. Su población en 2014 fue de  18 habitantes (INE).

## Geografía física

### Situación
La localidad de Albiasu está situada en la parte de occidental del valle de Larráun, noroeste de la sierra de Aralar y a una altitud de 617 m s. n. m. Su término concejil tiene una superficie de 3,35 km² y limita al norte con el concejo de Azpíroz-Lezaeta, al sur con el de Baráibar, al este con el municipio de Lecumberri y al oeste con el concejo de Errazquin.

## Demografía

### Evolución de la población
| Gráfica de evolución demográfica de Albiasu entre 2000 y 2010 |
|                                                               |
| Datos según el nomenclátor publicado por el INE.              |